# Brhlovce
Brhlovce (deutsch Berflowetz, ungarisch Borfő) ist eine Gemeinde in der Westslowakei. Sie liegt im Donauhügelland, etwa 13 km von Levice entfernt.

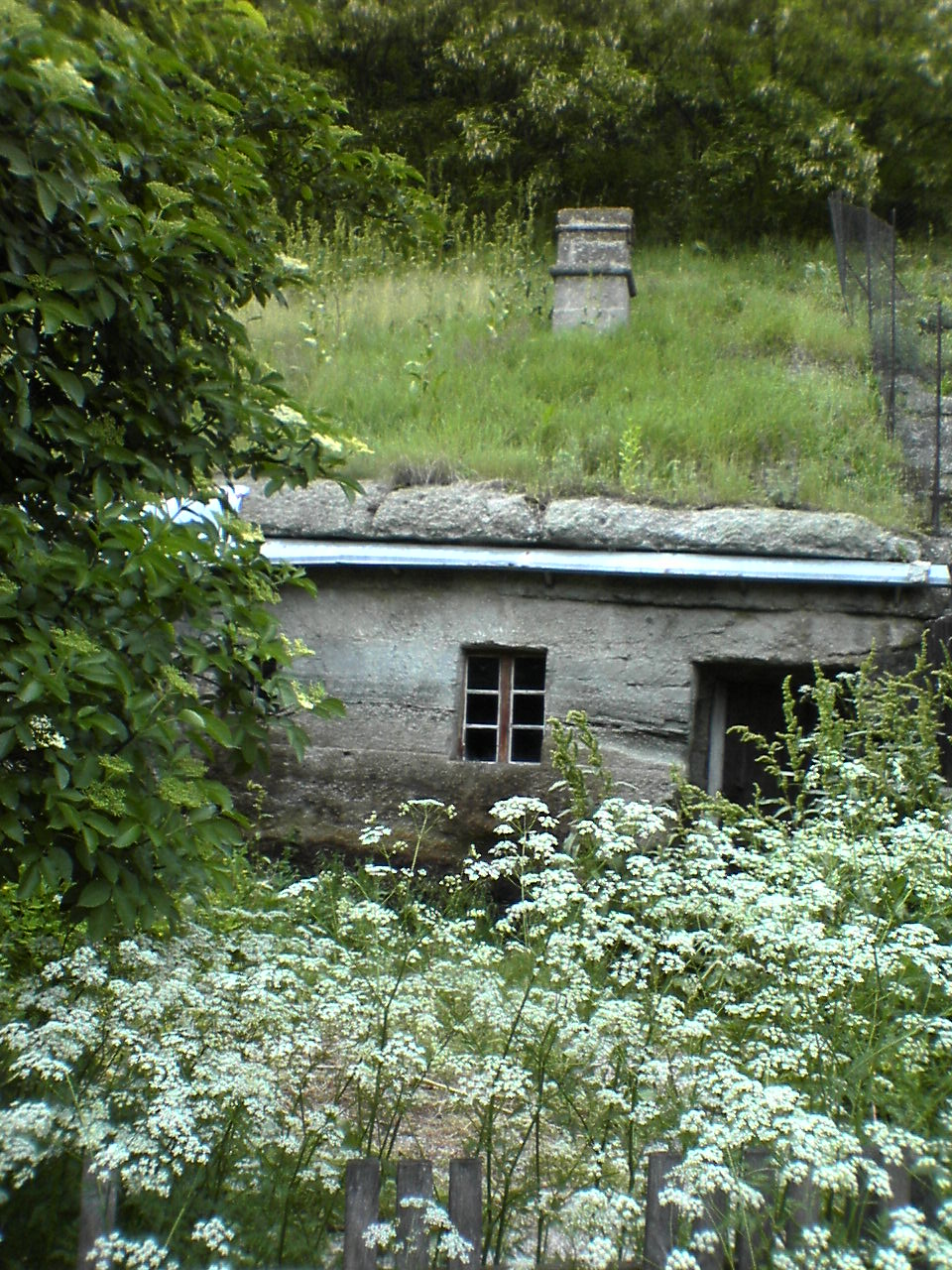
Ein Beispiel für die Troglodythäuser im Ort

Der Ort wurde 1245 zum ersten Mal schriftlich als Burfen erwähnt. Die später zwei eigenständigen Dörfer, die sich am Ufer des Baches Búr gegenüberliegen – Horné Brhlovce (ungarisch Kálnaborfő) und Dolné Brhlovce (ungarisch Tegzesborfő) – vereinigten sich 1952. Ein weiterer Gemeindeteil, der östlich des Hauptortes liegt, ist Kamenný Chotár.

## Sehenswürdigkeiten
- spätbarockes römisch-katholische Kirche der Hl. Maria von 1776
- spätbarockes Schloss von 1756
- wahrscheinlich im 16. und 17. Jahrhundert ins Tuffgestein gehauene Troglodythäuser

## Bevölkerung
| Jahr                | 1994 | 2004    | 2014    | 2024    |
| ------------------- | ---- | ------- | ------- | ------- |
| Anzahl der Personen | 360  | 329     | 305     | 292     |
| Unterschied         |      | −8,61 % | −7,29 % | −4,26 % |

| Jahr                | 2023 | 2024    |
| ------------------- | ---- | ------- |
| Anzahl der Personen | 289  | 292     |
| Unterschied         |      | +1,03 % |